# Robbe Decostere
Robbe Decostere (Kortemark, 8 maggio 1998) è un calciatore belga, difensore dell'Union Saint-Gilloise U23.

## Caratteristiche tecniche
È un terzino destro.

## Carriera
Cresciuto nel settore giovanile del Cercle Bruges, debutta in prima squadra il 2 marzo 2019 in occasione dell'incontro di Pro League perso 2-1 contro il Kortrijk.

## Statistiche
Statistiche aggiornate all'11 settembre 2021.

### Presenze e reti nei club
| Stagione        | Squadra         | Campionato      | Campionato | Campionato | Coppe nazionali | Coppe nazionali | Coppe nazionali | Coppe continentali | Coppe continentali | Coppe continentali | Altre coppe | Altre coppe | Altre coppe | Totale | Totale | Totale |
| Stagione        | Squadra         | Comp            | Pres       | Reti       | Comp            | Pres            | Reti            | Comp               | Pres               | Reti               | Comp        | Pres        | Reti        | Pres   | Reti   |        |
| --------------- | --------------- | --------------- | ---------- | ---------- | --------------- | --------------- | --------------- | ------------------ | ------------------ | ------------------ | ----------- | ----------- | ----------- | ------ | ------ | ------ |
| 2018-2019       | Cercle Bruges   | D1              | 4          | 0          | CB              | 0               | 0               |                    | -                  | -                  |             | -           | -           | 4      | 0      |        |
| 2019-2020       | Tubize          | D2              | 17         | 0          | CB              | 0               | 0               |                    | -                  | -                  |             | -           | -           | 17     | 0      |        |
| 2020-2021       | Cercle Bruges   | D1              | 16         | 0          | CB              | 1               | 0               |                    | -                  | -                  |             | -           | -           | 17     | 0      |        |
| 2021-2022       | Cercle Bruges   | D1              | 5          | 0          | CB              | 0               | 0               |                    | -                  | -                  |             | -           | -           | 5      | 0      |        |
| Totale carriera | Totale carriera | Totale carriera | 42         | 0          |                 | 1               | 0               |                    | -                  | -                  |             | -           | -           | 43     | 0      |        |